# Gare de Salvan
La gare de Salvan est une gare ferroviaire située sur le territoire de la commune suisse de Salvan, dans le canton du Valais, au point kilométrique 8,17

## Situation ferroviaire
Établie à 929 mètres d'altitude, la gare de Salavan se trouve sur la ligne à écartement métrique de Martigny au Châtelard.

## Histoire
La gare du Salvan a été mise en service 1906 avec le chemin de fer de Martigny au Châtelard. La première locomotive est entrée en gare le 8 juin 1905.
En août 1991, une nouvelle halle de 50 mètres est construite en aval de la gare, comme garage pour une partie du matériel roulant et pour abriter des bus pour le service local.

## Service des voyageurs

### Desserte
Il existe une desserte de bus entre Salvan avec la ligne 132 au départ de Salvan, Gare et se termine à Les Marécottes, Gare.
Durant l'été, il existe un bus pour accéder au Vallon de Van. Commune de Salvan .